# Vårbolmört
Vårbolmört (Physochlaina orientalis) är en potatisväxtart som först beskrevs av Friedrich August Marschall von Bieberstein, och fick sitt nu gällande namn av George Don jr. Vårbolmört ingår i släktet vårbolmörter, och familjen potatisväxter. Arten förekommer tillfälligt i Sverige, men reproducerar sig inte.